# Cornelis van der Vliet
Cornelis David van der Vliet (ur. 18 grudnia 1880 w Bloemendaal, zm. 16 grudnia 1960 tamże) – holenderski strzelec, olimpijczyk.
Uczestnik Letnich Igrzysk Olimpijskich 1920. Wraz z drużyną zajął 6. miejsce w trapie.

## Wyniki

### Igrzyska olimpijskie
| Igrzyska       | Konkurencja     | Wynik            | Miejsce | Źródło |
| -------------- | --------------- | ---------------- | ------- | ------ |
| Antwerpia 1920 | Trap, drużynowo | 222 pkt. (druż.) | 6       | [ 1 ]  |